# Rai Yoyo
Rai Yoyo es un canal de televisión temático italiano orientado a un público infantil de entre 4 y 7 años, propiedad de la corporación pública Rai. Comenzó sus emisiones el 1 de noviembre de 2006 y se encuentra disponible en abierto en la Televisión digital terrestre.

## Historia
Rai Yoyo comenzó sus emisiones el 1 de noviembre de 2006 en la plataforma de pago Sky Italia debido a la clausura del canal RaiSat Ragazzi, el cual se dividió en dos canales separados, uno de ellos sería RaiSat YoYo para niños preescolares y el otro RaiSat Smash orientado a un público juvenil de hasta 19 años.
El 31 de julio de 2009, cuando venció el contrato entre RaiSat y Sky Italia, RaiSat YoYo comenzó a emitir en abierto en la televisión digital terrestre, en la plataforma de televisión por satélite Tivùsat y en streaming en la página web oficial de Rai.
El 18 de mayo de 2010 el canal realizó un cambio en su identidad gráfica, unificandóla con el resto de canales del grupo y con un cambio de nombre del canal a Rai YoYo. Ese mismo año Rai YoYo pasó a formar parte de la estructura Rai Ragazzi junto al otro canal infantil del grupo Rai Gulp.
El 1 de mayo de 2016 el canal deja de emitir espacios publicitarios. Desde el 13 de diciembre de 2016, la programación del canal comienza a emitirse en formato panorámico (16:9), como ocurre también en Rai Gulp, y en la mayoría de los canales de la TDT.
El 4 de enero de 2017 Rai YoYo comienza a emitir en alta definición (HD) en la plataforma por satélite Tivùsat. En abril del mismo año el logo cambia, y Rai YoYo cambia a Rai Yoyo.

## Programación
La programación de Rai Yoyo está orientada principalmente a un público infantil, de menos de 10 años, emitiendo dibujos animados y películas infantiles tanto de producción propia como extranjera.

## Audiencias
Rai Yoyo fue el octavo canal con mayor cuota de pantalla de Italia en el año 2017 con un 1,51 %.
|      | Enero  | Febrero | Marzo  | Abril  | Mayo   | Junio  | Julio  | Agosto | Septiembre | Octubre | Noviembre | Diciembre | Media anual |
| ---- | ------ | ------- | ------ | ------ | ------ | ------ | ------ | ------ | ---------- | ------- | --------- | --------- | ----------- |
| 2011 | 0,71 % | 0,69 %  | 0,70 % | 0,65 % | 0,58 % | 0,70 % | 0,81 % | 0,87 % | 0,68 %     | 0,62 %  | 0,60 %    | 0,74 %    | 0,69 %      |
| 2012 | 0,74 % | 0,76 %  | 0,69 % | 0,64 % | 0,63 % | 0,87 % | 1,10 % | 1,08 % | 1,06 %     | 1,01 %  | 1,03 %    | 1,16 %    | 0,88 %      |
| 2013 | 1,12 % | 1,18 %  | 1,24 % | 1,21 % | 1,20 % | 1,46 % | 1,56 % | 1,41 % | 1,49 %     | 1,41 %  | 1,37 %    | 1,40 %    | 1,34 %      |
| 2014 | 1,32 % | 1,36 %  | 1,38 % | 1,38 % | 1,29 % | 1,50 % | 1,61 % | 1,57 % | 1,43 %     | 1,30 %  | 1,22 %    | 1,24 %    | 1,38 %      |
| 2015 | 1,28 % | 1,35 %  | 1,52 % | 1,50 % | 1,39 % | 1,52 % | 1,67 % | 1,61 % | 1,39 %     | 1,29 %  | 1,30 %    | 1,37 %    | 1,43 %      |
| 2016 | 1,29 % | 1,20 %  | 1,20 % | 1,15 % | 1,26 % | 1,27 % | 1,43 % | 1,43 % | 1,43 %     | 1,35 %  | 1,47 %    | 1,55 %    | 1,33 %      |
| 2017 | 1,42 % | 1,56 %  | 1,48 % | 1,56 % | 1,49 % | 1,70 % | 1,64 % | 1,50 % | 1,58 %     | 1,55 %  | 1,36 %    | 1,44 %    | 1,51 %      |
| 2018 | 1,25 % | 1,16 %  | 1,30 % | 1,31 % | 1,23 % | 1,24 % | 1,37 % | 1,26 % | 1,19 %     | 1,11 %  |           |           |             |

Fuente : Auditel
Leyenda :
Fondo verde : Mejor resultado histórico.
Fondo rojo : Peor resultado histórico.